# Justin Hamilton (baloncestista de 1990)
Justin Anthony Hamilton (Newport Beach, California, 1 de abril de 1990) es un exjugador de baloncesto estadounidense, con pasaporte croata, que disputó once temporadas como profesional. Con 2,13 de estatura su puesto natural en la cancha era el de pívot.

## Trayectoria deportiva

### Universidad
Jugó durante dos temporadas con los Cyclones de la Universidad Estatal de Iowa, para posteriormente ser transferido a los Tigers de la Universidad Estatal de Luisiana, promediando en total 7,9 puntos y 5,2 rebotes por partido. En 2012 fue incluido en el segundo mejor quinteto de la SEC.

### Profesional

#### Europa
Fue elegido en la cuadragésimo quinta posición del Draft de la NBA de 2012 por Philadelphia 76ers, pero sus derechos fueron traspasados a Miami Heat a cambio de Arnett Moultrie.
Al no tener opciones de jugar, decide marcharse a Europa, y en agosto de 2012 firma por el KK Cibona de la Liga Croata, añadiendo su deseo de jugar para la selección croata. En enero de 2013, se movió al VEF Rīga de la Liga de Letonia, tras un acuerdo con el Cibona que le permitía cambiarse de club. Dejó el equipo letón en mayo de 2013.

#### NBA
El 10 de septiembre de 2013, firma con Miami Heat. Pero fue cortado el 26 de octubre sin llegar a debutar. Entonces, el 31 de octubre, firma por los Sioux Falls Skyforce de la G League. Tras una buena temporada, el 4 de marzo de 2014, firma un contrato de 10 días con Charlotte Bobcats. Jugando un único partido, su debut en la NBA, el 8 de marzo de ante Memphis Grizzlies. El 14 de marzo, firma por el resto de la temporada con Miami Heat.
El 19 de febrero de 2015, Hamilton fue traspasado a los New Orleans Pelicans en un acuerdo entre tres equipos que involucro a Miami Heat y a Phoenix Suns.
En el verano de 2015, llega al Valencia Basket. Su gran temporada con el Valencia, siendo elegido en el Mejor Quinteto ACB tras promediar 14,6 puntos y 5,2 rebotes, le ha valió para volver a la mejor Liga del mundo.
El 11 de julio de 2016, firma un contrato multianual con Brooklyn Nets. Debutó con los Nets el 26 de octubre ante Boston Celtics, anotando 19 puntos y capturando 10 rebotes. El 20 de diciembre ante Toronto Raptors consiguió 11 rebotes. Disputó 64 encuentros esa temporada con los Nets, 7 de ellos como titular.
El 13 de julio de 2017, es traspasado a Toronto Raptors a cambio de DeMarre Carroll. Pero fue cortado al día siguiente por los Raptors.

#### China
El 22 de julio de 2017, Hamilton firma por los Beijing Ducks de la Chinese Basketball Association.

#### Regreso a Europa y retirada
Tras cinco años en China, el 14 de agosto de 2022, firma por el Bàsquet Manresa en la Liga Endesa.
El 15 de octubre de 2022, abandona el conjunto manresano por motivos personales.
Regresa a China para terminar la temporada 2022-23 con los Guangdong Southern Tigers y luego firma brevemente con Al Riyadi Club Beirut, el que sería su último equipo como profesional.

## Estadísticas de su carrera en la NBA

### Temporada regular
| Año     | Equipo    | PJ  | PT | MPP  | %TC  | %3P  | %TL   | RPP | APP | ROB | TPP | PPP |
| ------- | --------- | --- | -- | ---- | ---- | ---- | ----- | --- | --- | --- | --- | --- |
| 2013-14 | Charlotte | 1   | 0  | 4.0  | .000 | .000 | .000  | .0  | .0  | 1.0 | .0  | .0  |
| 2013-14 | Miami     | 7   | 0  | 9.7  | .450 | .333 | 1.000 | 1.0 | .0  | .6  | .0  | 3.7 |
| 2014-15 | Miami     | 24  | 5  | 12.0 | .415 | .316 | .857  | 2.0 | .5  | .3  | .2  | 2.8 |
| 2014-15 | Minnesota | 17  | 9  | 24.9 | .513 | .333 | .825  | 5.1 | 1.4 | 1.1 | 1.5 | 9.0 |
| 2016-17 | Brooklyn  | 64  | 7  | 18.4 | .459 | .306 | .750  | 4.1 | .9  | .5  | .7  | 6.9 |
| Total   | Total     | 113 | 21 | 13.8 | .367 | .258 | .686  | 2.4 | .6  | .5  | .5  | 4.5 |